# José Sarney
José Sarney de Araújo Costa (* 24. dubna 1930) je brazilský politik, právník a spisovatel. V letech 1985–1990 byl prezidentem Brazílie. V letech 1995–1997 a 2003–2005 byl předsedou horní komory brazilského parlamentu, Senátu, a od roku 2009 tuto funkci zastává znovu.
Od svého jmenování prezidentem vyjednával Sarney s argentinským prezidentem Raúlem Alfonsínem o vytvoření zóny volného obchodu, tato jednání vyústila v podepsání dohody zvané Gaucho 17. července 1987 v argentinském městě Viedma. Proces vyvrcholil roku 1991 vznikem dohody Mercosur, která vytvořila zónu volného obchodu z řady jihoamerických zemí. V domácí politice bylo jeho hlavním úkolem zvládnout problém zadlužení, inflace a korupce (k tomu měl sloužit tzv. Plano Cruzado) a prohloubit demokratizaci země po pádu vojenské junty. Zásadně se mu podařilo jen to poslední, když prosadil, že následující prezidentské volby v roce 1989 byly poprvé od roku 1960 přímé.

## Vyznamenání
- velkokříž s řetězem Řádu svatého Jakuba od meče – Portugalsko, 14. července 1986[1]
- velkokříž Řádu Kristova – Portugalsko, 12. února 1998[1]
- velkokříž Řádu prince Jindřicha – Portugalsko, 17. května 2000[1]
- velkokříž Řádu čestné legie – Francie
- velkokříž Norského královského řádu za zásluhy – Norsko
- rytíř velikokříže spravedlnosti Konstantinova řádu svatého Jiří – Bourbon-Obojí Sicílie